# Синекрылая танагра
Синекрылая танагра (лат. Stilpnia cyanoptera) — вид новонёбных птиц из семейства танагровых.

## Распространение и места обитания
Распространён на прибрежных горах северной Венесуэлы (Сукре западнее до Фалькона), Анды западной Венесуэлы (к северу от южного Лара) и крайний северо-восток Колумбии (Норте-де-Сантандер), на горном хребте Сьєрра-де-Периха на колумбийско-венесуэльских границах, горном массиве Сьерра-Невада-де-Санта-Марта в Колумбии и в регионе тепуи в южной Венесуэле (Боливар и Амасонас) и соседних районах Бразилии (северный Рорайма), а также в западной Гайане.
Обитают во влажных границах лесов, вторичных лесистых местностях и плантациях, в том числе кофейных; на высоте до 600—2300 метров над уровнем моря.

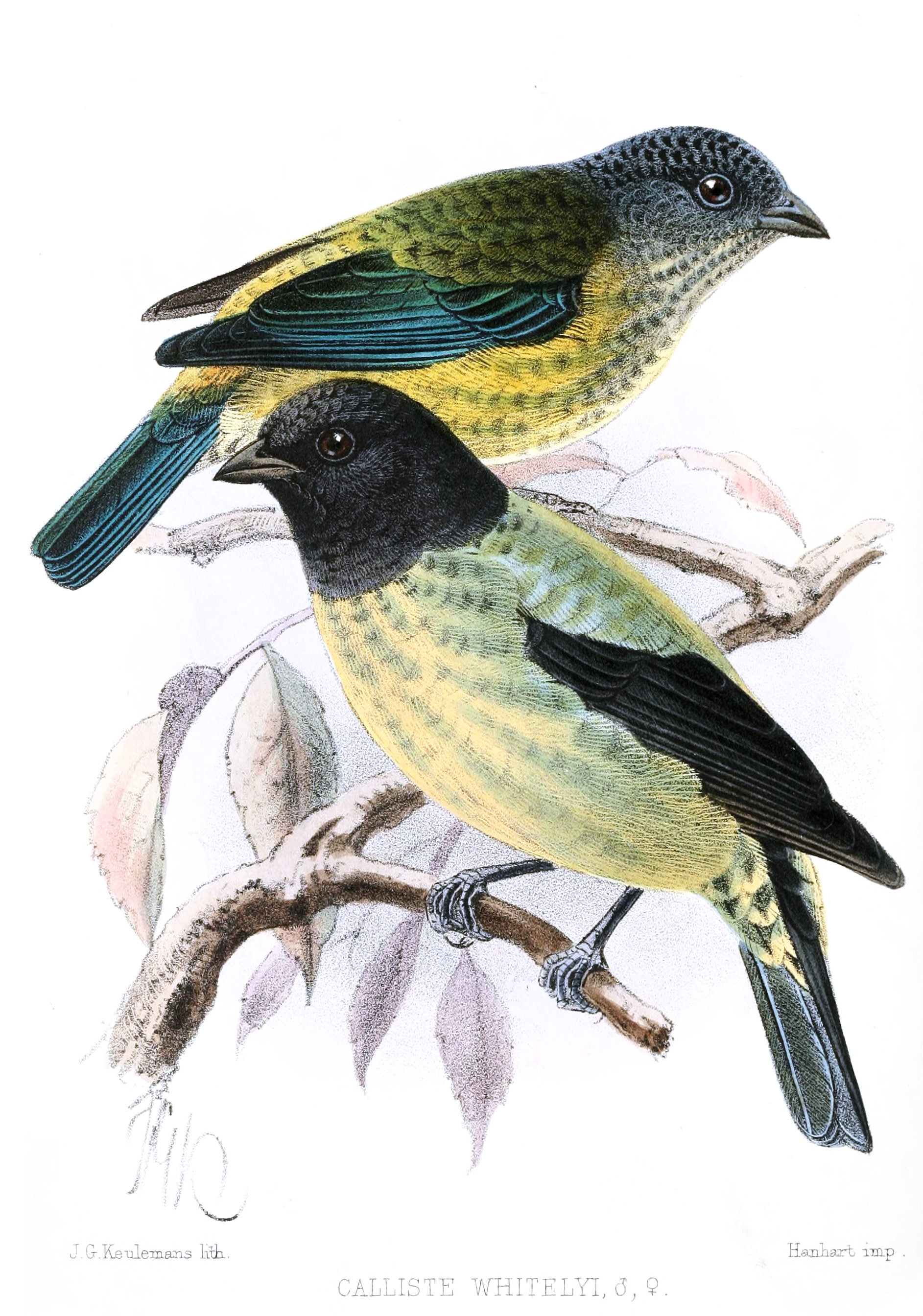

## Описание
Длина тела около 13,5 см. Голосовые сигналы: очень высокий, резкий, снижающийся «пик-пик-пик».

## Экология
Живут поодиночке, парами или небольшими группами. Питаются насекомыми, которых ищут среди листвы и на веточках деревьев.